# Bertrand Delais
Bertrand Delais est un documentariste et écrivain français, né le 24 mars 1964 dans le 14e arrondissement de Paris.
Entre 2018 et 2024, il est président-directeur général de LCP - Assemblée nationale,.
Il dirige actuellement le pôle Documentaire de france.tv studio.

## Biographie
Après des études supérieures à l'université Paris-XII, Bertrand Delais obtient son diplôme de sciences politiques. Il poursuit ses études à l'École des hautes études en sciences sociales (EHESS).
Bertrand Delais commence une carrière de documentariste. Il réalise et produit des documentaires et séries documentaires autour de la politique, principalement à base d’interviews et d'archives pour différentes chaînes de télévision. (cf Filmographie) 
Ensuite, il devient chroniqueur politique, sur France Culture et France Musique, puis à RTL.  Il travaille également pour Canal+ et I<Télé.[source insuffisante]
Il réalise en 2017 pour France 2 et France 3 deux documentaires sur Emmanuel Macron : l'un sur sa campagne électorale, l'autre sur ses premiers pas en tant que chef de l'État. Pendant la campagne, il participe également à la relecture des discours du candidat. 
Le 14 mars 2018, Bertrand Delais est élu par l’Assemblée nationale président-directeur général de LCP - Assemblée nationale pour un mandat de trois ans à compter du 8 juin suivant. Sa nomination suscite des critiques des oppositions, qui y voient « un parfum d'ORTF ». Le 14 avril 2021, il est reconduit pour un nouveau mandat de trois ans.
En 2022, Bertrand Delais écrit et réalise pour France 5 une série de documentaires intitulée Le siècle des icônes, qui relate le XXe siècle par le prisme de ses grandes figures.

## Prises de position
Réputé proche d'Emmanuel Macron, il écrit en 2017 et 2018 pour le HuffPost différents billets pour soutenir l'action du chef de l'État. Il défend ainsi la réforme du code du travail de 2017, en laquelle il voit « la fin d'une exception française », se demandant « Et si Emmanuel Macron était déjà celui qui allait redonner à notre pays un peu de la fierté d'être ce que nous sommes ? »

## Publications

### Filmographie (principales réalisations)
- Auteur du documentaire : « Le jour où la France a dit non » sur le référendum européen - primé par la SCAM - France 2 - 2005
- Réalisateur de la série documentaire : « Pouvoir et Télévision » présenté au FIPA - France 5 - 2005
- Auteur du documentaire : « Les raisons de la colère » sur la crise du CPE - France 3 - 2006
- Auteur d’un feuilleton-documentaire sur l’élection présidentielle : « Je vote comme Je suis » - présenté au FIPA - France 5 - 2007
- Auteur d’une série autour des bouleversements audio visuels : « La guerre de la TNT » - France 5 - 2011
- Auteur du scénario d’un documentaire-fiction autour de mai 1981 : « Et si Giscard avait gagné 1981» - France 2 - 2011
- Auteur du documentaire : « Opération Barbie, une affaire d’États » - Arte - 2015
- Avec Nils Andersen - Réalisateurs de L'Idiot international, un journal politiquement incorrect - France 5 [10]
- Réalisateur d’une trilogie sur le candidat Emmanuel Macron. Deux documentaires diffusés dans le cadre de l’émission Envoyé spécial : « Macron, en marche vers l’Élysée » en deux parties - France 2 - 2017, et un documentaire diffusé un an après : « Macron, la fin de l’innocence » - France 3 - 2018
- Avec Alix Bayle - Réalisateur de la série documentaire « Le siècle des icônes » - France 5 - 2022

## Distinctions

### Décorations
Bertrand Delais est chevalier des Arts et des Lettres.